# 中國分裂論
中國分裂論是一種意識形態論點，是認為中国未來將分裂成多個國家的看法。由多位政治人物、学者以及社运人士提出。
国家通常因内外两种原因导致分裂。与中国分裂相关的假设中，内部分裂称中国解体。外国政府干涉导致的分裂，则称肢解中国。

## 觀點

### 二國論
定義： 臺灣（中華民國）、中國大陸（中華人民共和國）

### 七塊論
出自李登輝所著《台灣的主張》，其主張（於初版240頁起）大致有二點;第一是定義「台灣」為中華民國在臺灣，作為一個擁有政治及實際主權的政治實體存在；第二是提出將中國各地依照文化及發展程度分割為「臺灣、西藏、新疆、蒙古、華南、華北、東北等」七個部分。

### 二十七国论
民国初年，针对民国军阀割据的问题，中国学者提出多种主张来应对。1920年9月，毛澤東在《大公报》长沙版发表《湖南建设问题的根本问题—湖南共和国》一文，文中提出将中国分裂为二十七国的想法，他言到：
|  | ...中国呢？也觉醒了（除开政客官僚，军阀）。九年假共和大战乱的经验，迫人不得不觉醒，知道全国的总建设在一个期内完全无望，最好办法，是索性不谋总建设，索性分裂去谋各省的分建设，实行“各省人民自决主义”’二十二行省，三特区，两藩地，合共二十七个地方，最好分为二十七国。 湖南呢？至于我们湖南，尤其三千万人个个应该觉醒了。湖南人没有别的法子，唯一的法子，是湖南自决自治，是湖南人在湖南地域建设一个“湖南共和国”。我曾着实想过，救湖南救中国，图与全世界解放的民族携手，均非这样不行，湖南人没有把湖南自建为国的决心和勇气，湖南终究是没办法。 ... |

### “诸夏”论

諸夏主義中的中国地图之一，右下是网络国家荆楚利亚。

民间历史学者劉仲敬認為中国应该解体为不同的民族国家。其思想被部分人士及其讀者總結為“諸夏主義”。有研究中国当代社会思潮的加拿大学者认为刘的这种对“区域主义”（regionalism）的推崇，包括对香港、西藏、新疆、臺灣等地的分裂活动的支持，对中国的未来极为危险。而有学者则严厉批评刘仲敬学说主张对中国的分裂，称其为“沐猴而冠的渣滓”。
2021年10月，多位海外学者联名投书华文媒体《熊猫时报》称，诸夏论是历史虚无主义。中国之所以为中国，是中华民族在形成过程中统一战胜了分裂，反而造就了中国历史。而刘的理论都建立在假设上，不以事实为根据，并凭空捏造幽燕国、大蜀民国、南粤、满洲国、吴越国等20个国家，已非单纯学术研究，而是将之变为推翻国家政权的理论武器。另外，李钧杰博士在接受采访称，刘仲敬的思维逻辑超越了戈尔巴乔夫，「他梦想着把中国大卸20块，甚至返祖到3000年前800诸侯那时去，这种研究结果不是很可笑吗？」，并指有关理论是无法实现的虚无幻想，也不会有哪个国家会接受。

## 评论
- 1957年8月6日至9日，越南共和國總統吳廷琰在與馬爾溫·利布曼（英语：Marvin Liebman）會談時稱：“中共一旦失敗，亦不宜使國民政府再行統一中國，而應將中國分成多數小國，否則若中國統一強盛，越南終難獲得真正獨立。”[15]

- 1994年7月，中華民國大陸委員會编著的《臺海兩岸關係說明書》（發行人：黃昆輝）称制度之爭是中國分裂分治的本質，并称[16]

既然臺灣或海外急望統一的人士都不願意到大陸定居；既然北平連香港最起碼的民主都不能容忍；中共憑什麼指責別人遲疑不肯統一？如果中國大陸實施自由民主的制度，經濟條件符合現代化水準，那有中國人不願見到自己國家統一呢？外國人又如何干涉得了？所以中國統一問題的真正癥結還是出在中共本身，不在別人。這也就是為什麼中華民國政府一再強調：「只有中國問題，沒有臺灣問題」的根本原因。
- 2012年10月在德國書業和平獎頒獎典禮上，作家廖亦武稱中國為「滅絕人性的血色帝國」、「地球災難的源頭」和「無限擴張的垃圾场”。他說：[17][18]我也在這裡發佈這個帝國的死訊。因為它屠殺孩子，所以必須分裂。....
我們眼下的獨裁中國，在遠古先賢們所處的春秋至戰國前期，早已分裂成幾十個國家。幾百年裡，雖然相互吞併的戰火不斷，但國學界公認，這是迄今為止，無法超越的輝煌時代，政治、經濟、文化領域都異常活躍，言論異常自由，各類學術並駕齊驅，史稱「百家爭鳴」。....
以國家統一為名，中國歷史上的血案數不勝數。....國家統一，領土完整——獨裁統治的終極王牌，多少罪惡借此而公然大行其道。....
在古代，新疆、西藏、內蒙和臺灣，都是異域。....藏人為什麼要頻頻自焚呢？如果他們是一個與四川和雲南接壤的國家，不受到來自獨裁北京的彈壓，恐怕這個能歌善舞的高原種族永遠想不到要惹火燒身。
為了孩子不再死於無辜，這個帝國必須分裂；
為了母親不再無辜地失去孩子，這個帝國必須分裂。
為了中國各地的人們不再流離失所，淪為世界各地的累贅，這個帝國必須分裂。
為了葉落歸根，為了將來有人守護祖宗的墓園，這個帝國必須分裂。
為了全人類的和平和安寧，這個帝國必須分裂。
- 2013年1月，廖亦武接受法国《费加罗报》采访时，当被问道：你怎么看未来几年中国的变化？他说“中国，这个帝国应该解体。我梦想，中国分裂成二十多个不同的小国。如果你看看中国的历史，分裂时期总体上比合一的时期长。而在分裂成几块的时期，中国的文化发出最强的光芒。也就是这段时期当中，中国出现了大思想家，如：老子、孔子等人。我们为何需要忍受中国共产党？从来没有任何人投票选举出这些的领导人，所以他们不能代表任何人。不是这些领导人可以改变中国，而是由中国老百姓来改变中国。”[4]

- 2017年中印军队洞朗对峙事件期间，印度杂志《今日印度》使用缺少西藏、台湾的中国地图。7月，中共官媒《环球时报》发表社评，《〈今日印度〉率全印度做梦肢解中国》。社评将此张地图视为“印度一些精英”的阿Q之举。社评表示，“假如中印想竞赛‘分裂对方’的话，印度一定会输得连内裤都不剩。中国倒是真有能力把它的东北部各邦给搞独立了”[7]。

- 前学习时报编辑邓聿文在《德国之声》中文网、2019年的评论文章认为，认为进入21世纪后，中国社会思想由爱国主义、民族主义主导。“海外反对派鼓吹肢解中国的主张”，加重了中国民众对国家分裂的担忧，反使中国政府获得支持，加强统治[5]。

- 前香港中文大学副教授，现国立中山大学副教授沈旭辉表示，如果按照“中国真正统一的定义”之一，即要统一中国历史上最大幅范围的领土（包括台灣等地）。那么“中国真正统一”其實只維持了81年——也就是1759年清代乾隆年間清廷平定大小和卓之乱开始，然后到1840年第一次鴉片戰爭爆發结束。按照这种地理的角度而言，中国分裂、分治是常態，統一的時間則非常短暫[19]。

- 英国皇家国际事务研究所副研究员海頓（Bill Hayton）接受德国之声采访时认为中国的现代民族国家构建是在19世纪末20世纪初，当时的知识分子和社会活动家鉴了欧洲的思想，用当时在欧洲很流行的观念来构建这个概念。另外中国民族主义者所描绘的“原始中国”只涉及黄河流域和长江流域，是今日中国的很小一部分，其余地方有不同而民族和国家。海顿表示[20]

一直有一个国家叫中国，有一个古老的单一的中华民族，这个观点是没有证据支持的。
- 哈佛大学教授欧立德在2018年出版的《中国36问》中撰文评论表示各民族关于民族矛盾和分裂的认识并不一致，大多数汉人认为少数民族应该感谢政府对他们的经济、基础设施和社会的投入。有人拒绝承认这种恩惠，并大声抗议和进行暴力活动，在大多数普通市民眼中，这是大逆不道和不合情理的。但少数民族眼中对这个问题有完全不同的答案，他们承认政府对他们的各项投入使他们的生活有了实质性改善。但是他们会补充说，他们付出了巨大代价。政府没有兑现承诺，他们的语言和文化正在消失，他们无法按照自己的意愿信奉自己的宗教，而且他们只有很小甚至没有权力管理地方事务。他们无法在学校教授本民族的语言，以及按照自己意愿穿衣打扮，如果他们表示不满，他们就会遭到恐吓和监禁，另外他们中有人表示无法得到同工同酬和平等就业的机会。改革开放后大量汉人涌入当地，并在人口比例上超过少数民族，创造出的财富大部分流入汉人手中等都是造成分裂的原因。另外他们对中国民族主义复兴也没有多大兴趣[21]。

## 相关作品
- 《亞洲的智略》[22]